# Kenji Onitake
Kenji Onitake (ur. 19 września 1939 w Hiroszimie) – obecny prezes J-League (2007-?), dawny wiceprezes J-League (2003-2007) i czynny działacz piłkarski w Japonii, a w latach 1996–1998 trener zespołu Shimizu S-Pulse.